# VfR Garching
Der VfR Garching (kurz für Verein für Rasenspiele Garching) ist ein Mehrspartensportverein aus der oberbayerischen Stadt Garching nördlich von München. Neben der erfolgreichen Fußballabteilung werden in dem Verein die Sportarten Basketball, Budo, Handball, Leichtathletik, Tanzen, Turnen/Gymnastik und Volleyball angeboten. Er zählt rund 1950 Mitglieder.

## Geschichte
Der VfR (Verein für Rasenspiele) wurde 1921 als Fußballverein gegründet. 1937 kam das Vereinsleben weitgehend zum Erliegen. Nach Ende des Zweiten Weltkriegs wurde 1946 der Sportbetrieb wieder aufgenommen. 1973 kamen mit der Turn- und Gymnastikabteilung und der Volleyballabteilung weitere Sportarten dazu.
Die Garchinger Fußballer spielten bis Mitte der 1980er Jahre in den unteren Ligen des Fußballkreises München. Ein Höhepunkt war ein Freundschaftsspiel gegen den FC Bayern mit Franz Beckenbauer und Gerd Müller im Jahr 1972. Der VfR Garching stieg 1991 erstmals in die Bezirksoberliga auf. Nach dem Abstieg 1995 gelang erst 2009 der Wiederaufstieg in diese Spielklasse.
Im Zuge der Ligenreform des Bayerischen Fußball-Verbandes stieg Garching im Frühjahr 2012 in die sechstklassige Landesliga Südost auf. Dort gelang im ersten Jahr die Vizemeisterschaft. Nach Aufstiegsspielen gegen die SpVgg Grün-Weiß Deggendorf und den SV Friesen qualifizierte sich der Verein unter der Leitung von Trainer Daniel Weber erstmals für die Bayernliga. Zum Kader gehörte zu dieser Zeit auch der ehemalige Zweitliga-Profi Patrick Würll.
Auch die folgende Saison 2013/14 verlief für Garching sportlich erfolgreich: Durch den Rückzug des Meisters BC Aichach aus der Bayernliga Süd reichte der zweite Platz zum erstmaligen Aufstieg in die viertklassige Regionalliga Bayern, aus der man 2014/15 nach Platz 16 und einer Niederlage in der Relegation gegen den FC Amberg jedoch sofort wieder absteigen musste. Ein Höhepunkt aus Garchinger Sicht war der 3:2-Auswärtssieg gegen die zweite Mannschaft des TSV 1860 München vor 1000 Zuschauern im Stadion an der Grünwalder Straße.
In der Saison 2015/16 wurden die Garchinger Meister der Bayernliga Süd und kehrten auf Anhieb in die Regionalliga zurück. Damit spielten die Schwarz-Weißen in der Saison 2016/17 zum ersten Mal in der jüngeren Geschichte in der gleichen Spielklasse wie der Landkreisrivale SpVgg Unterhaching. Der ehemalige Bundesligist, der Partnerverein des VfR Garching ist, gewann sein Auswärtsspiel in Garching mit 8:1.
Am Ende der durch die Corona-Pandemie verlängerten Saison 2019/21 stieg der Verein aus der Regionalliga Bayern in die Bayernliga Süd ab. Seither kämpfte die Mannschaft in den folgenden Saisons gegen den Abstieg, konnte jedoch die Klasse halten.
Nach Ablauf der Saison 2023/24 stand der VfR Garching auf dem vorletzten Tabellenplatz und musste so in die Relegation. Nach der 1:4-Niederlage gegen die SV Fortuna Regensburg im Hinspiel reichte  der 4:2-Heimsieg nicht, um den Abstieg in die Landesliga zu vermeiden.

## Spielstätte
Die erste Mannschaft trägt ihre Pflichtspiele im GARMIN Stadion am See am Garchinger See aus. Von den insgesamt 4000 Plätzen sind 380 Sitzplätze, die sich auf der überdachten Haupttribüne befinden. Das Stadion verfügt außerdem über eine Laufbahn.
Der Garchinger Stadtrat beschloss eine Sanierung des Stadions, bei der Tribüne und Dach erneuert werden sollen. Die Flutlichtanlage soll auf LED-Beleuchtung umgerüstet werden und eine neue Laufbahn installiert werden. Die Kosten für werden auf fast 8 Millionen Euro geschätzt.

## Trivia
Im Stadion und den angrenzenden Plätzen trainierte die Nationalmannschaft Costa Ricas vor dem Eröffnungsspiel der FIFA-Weltmeisterschaft 2006.
Überregionale Bekanntheit erlangte der Verein vor allem im Internet durch eine aus Kindern bestehende und sich selbst als „Garchinger Kindl“ bezeichnende Fangruppierung.